# Apolipoprotein A4
Apolipoprotein A4 (apoA-IV, apoAIV, ili apoA4) je protein u krvi čovjeka proizvod gena APOA4. Gen se nalazi na 11. kromosomu, a sastoji se od 3 eksona i 2 introna.  
Sinteza ApoA4 lipoproteina odvija se u crijevima. Izlučuje se u krvotok na površini novosintetiziranih hilomikrona. Uloga ovog lipoproteina u metabolizmu lipida čovjeka nije razjašnjena. Nije zabilježena deficijencija ovog proteina.